# Воронежский научно-исследовательский институт связи

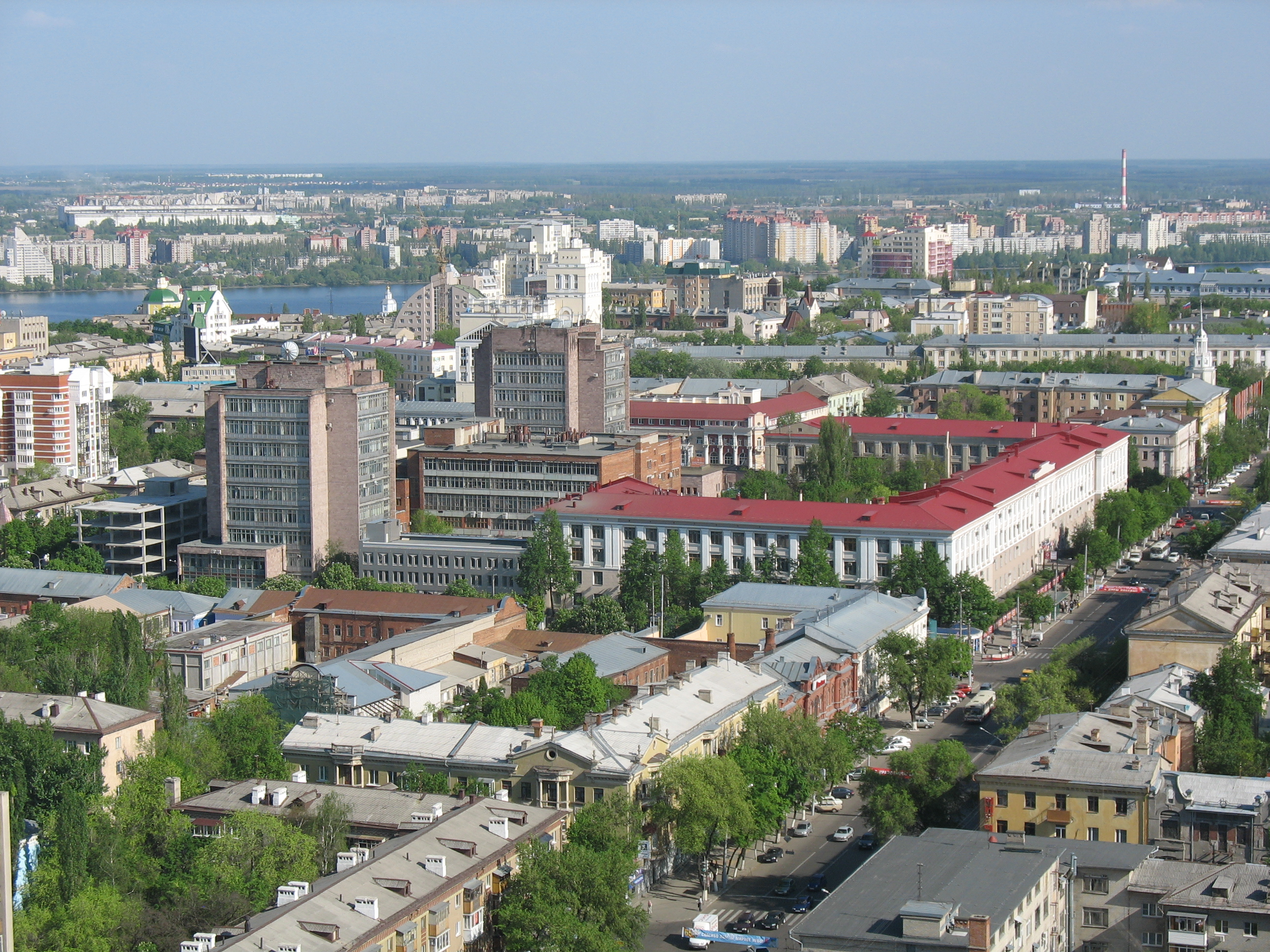
ОАО «Концерн „Созвездие“» (бывший Воронежский НИИ связи) — здание с красной крышей

ФГУП «Воронежский научно-исследовательский институт связи» (ВНИИС, бывш. НИИ-299) — советское и российское предприятие в городе Воронеж, в настоящее время — АО «Концерн „Созвездие“, являющееся головным предприятием Концерна „Созвездие“».
Изначально выпускало средства связи для тактического звена управления вооружёнными силами и аппаратуру передачи данных в интересах гражданской обороны для ПВО, разрабатывало средства подвижной радиосвязи.
Первым в мире создало мобильную связь, не имеющую проводов.
Создан Постановлением Совета министров СССР от 14 февраля 1958 года № 174-77 в составе Комитета СМ СССР по радиоэлектронике.

## Известные сотрудники
- Биленко, Антон Петрович (1924—1991) — главный инженер, Герой Социалистического Труда.